# Jodendom van A tot Z

## A
Aäron -
Aartsvader -
Jitschak Abarbanel -
Abraham -
Achenebbisj -
Adar -
Adar 2 -
Agada -
Rabbi Akiva -
Alia (jodendom) -
Amos -
Antisemitisme -
Antizionisme -
Antwerpen, Joods -
Aramees -
Ark van het Verbond -
Ark van Mozes -
Ark van Noach
Av

## B
Ba'al tesjoewa -
Babylonische ballingschap -
Bagel -
Bajes -
Bamidbar -
Bar mitswa -
Bat mitswa -
Beet Dien -
Beet midrasj -
Beis Yaakov -
Belz (chassidische gemeenschap) -
Eliëzer Ben-Jehoeda -
Tamarah Benima -
Beracha -
Bergen-Belsen -
Beresjiet -
Beta Israël -
Bima (synagoge) -
Bomenfeest -
Borsjt -
Briet mila (besnijdenis) -
David Brodman

## C
Challe -
Chanoeka -
Chanoekia -
Charedisch jodendom -
Charoset -
Chassidisch jodendom -
Chatoena -
Chazan -
Cheider -
Chesjvan -
Choemash -
Choepa

## D
Dibboek -
Daniël (boek) -
David -
Dewariem -
Dode Zee-rollen

## E
Edah HaChareidis -
Efraïm -
El-Ghriba -
Elia -
Elisa -
Mordechai Eliyahu -
Eloel -
Eroew -
Essenen -
Esther -
Lou Evers -
Raphael Evers -
Exodus -
Ezechiël -
Ezra

## F
Farao -
Feestdagen -
Fiddler on the Roof -
Anne Frank

## G
Galle -
Gannef -
Gemara -
Gebedsriemen -
Geintje -
Gefilte fisj -
Genesis -
Geschiedenis van de moderne staat Israël -
Get -
Maurycy Gottlieb -
Grote Verzoendag

## H
Haftara -
Haggai -
Halacha -
Uri Halevi -
Hallel -
Hamansoren -
Haskala -
Hasmoneeën -
Hawdala -
Hebraïcus -
Hebreeuws -
Hebreeuws alfabet -
Hebreeuwse Wikipedia -
Hebron -
Theodor Herzl -
Hillel -
Hogepriester -
Hoteldebotel -
Hooglied -
Hurva-synagoge

## I
Iar -
Ibn Ezra -
Ismaël -
Israël -
Israëlieten -
Isaak (Yitzchak)

## J
Binyomin Jacobs -
Jad -
Jakob (Yaakov) -
Jeruzalem -
Jesjiva -
JHWH -
Jiddisch -
Jiddisch van A tot Z -
Rabbi Jisjmaëel -
Joden -
Jodendom -
Joden in Nederland -
Jodenhaas -
Jodensavanne -
Jodenvervolging -
Joetje -
Jom Ha'atsmaoet -
Jom Hazikaron -
Jom Jeroesjalajiem -
Jom Kipoer -
Jood -
Joods Antwerpen -
Joods gebed -
Joodse begraafplaats -
Joodse jaartelling -
Joodse maanden -
Joodse muziek -
Joodse vluchtelingen uit de Arabische wereld -
Joodse tempel -
Flavius Josephus -
Jozef -
Jozua -
Judaïst -
Judaïstiek -
Judith

## K
Kabbala -
Kaddisj -
Lody van de Kamp -
Karaïtisch jodendom -
Kasjroet -
Ketoeba -
Keppel -
Kidoesj -
Kislew -
Klezmer -
Koefnoentje -
Kohaniem -
Kollel -
Kol Nidré -
Koosjer -
Harold Kushner

## L
Lag BaOmer -
Land van Israël -
Nicholas de Lange -
Levieten -
Leviticus -
Lijst van Joodse begraafplaatsen in Nederland -
Lijst van orthodoxe rabbijnen -
Loofhuttenfeest -
Jehoeda Löw -
Lubavitch

## M
Ma'ariew (gebed) -
Maduro -
Maimonides -
Makkabeeën -
Jacob Marcus -
Maror -
Mashiach -
Masoreten -
Matse -
Mazzeltov -
Mea Sjearim -
Mediene -
Megillot -
Meier (geld) -
Melacha -
Menasseh Ben Israel -
Menora -
Metaheerhuis -
Mezoeza -
Midrasj -
Mierikswortel -
Mikwe -
Mincha -
Minjan -
Misjna -
Misjnee Tora -
Mitswa -
Mizrachi -
Modern-orthodox jodendom -
Moesaf -
Moheel -
Mokum -
Monotheïsme -
Moré -
Mozes

## N
Natan -
Nazarener -
Nachmanides -
Nationaal-religieus jodendom -
Nederlands Israëlietisch Seminarium -
Nederlands Israëlitisch Meisjesweeshuis -
Nieuw Israëlietisch Weekblad -
Nisan -
Noach -
Noachieden -
Noachisme -
Numeri

## O
Obbene Sjoel -
Obrecht Sjoel -
Omertelling -
Onkelos -
Opperrabbijn

## P
Parasja -
Parochet -
Pentateuch -
Peies -
Pesach -
Pesjer -
Poerim -
Pogrom -
POLIN, Museum voor de Geschiedenis van de Poolse Joden -
Portaal: jodendom -
Poseek -
Chaim Potok -
Pshevorsk

## R
Rabbijnse literatuur -
Ramsj -
Rasjie -
Religieus zionisme -
Richter -
Roeach Hakodesj -
Rosj chodesj -
Rosj Hasjana -
Rabbijn -

## S
Safed -
Salomo -
Samuel -
Saramacca Project -
Satmar -
Saul -
Sederavond -
Sefardisch orthodox jodendom -Sefardische Joden - 
Sefardische muziek -
Owadja Sforno -
Shoah -
Sidoer -
Simchat Thora -
Sivan -
Sjabbat -
Sjabbatkaarsen -
Sjabbatpaal -
Sjachariet -
Sjalom aleechem -
Sjavoeot -
Sjechina -
Sjeitel -
Sjema -
Sjemoné Esré -
Sjemot -
Sjeva Berachot -
Sjevat -
Sjivve -
Sjoelchan Aroech -
Sjofar -
Sjtreimel -
Sjtetl -
Soeka - 
Soekot -
Awraham Soetendorp -
Jacob Soetendorp -
Synagoge -
Synagoge (Alkmaar) -
Synagoge (Bourtange) -
Synagoge (Delft) -
Synagoge (Elburg) -
Synagoge (Enschede) -
Synagoge (Gouda) -
Synagoge (Groningen) -
Synagoge (Haarlem) -
Synagoge (Leiden) -
Synagoge (Schoonhoven) -
Synagoge (Zwolle) - 
Synagoge van Haaksbergen

## T
Taäniet Ester -
Tabernakel -
Tacheles -
Talliet -
Talmoed -
Tammoez -
Tefilin -
Joel Teitelbaum -
Moshe Teitelbaum -
Tempelberg -
Tempel van Jeruzalem -
Tempel van Salomo -
Tenach -
Tevet -
Toldos Aharon -
Theodor Herzl -
Thora -
Tiberias -
Tien Geboden -
Tiferet Jisrael-synagoge -
Tisja be'Aaw -
Tisjri -
Toe Biesjwat -
Tosefta -
Treife -
Tsedaka -
Tweede Tempel -
Tzanz

## U
Uilenburger Synagoge -
Ur -
Uittocht uit Egypte -

## V
Ies Vorst -
Joël Vredenburg -
Simon de Vries

## W
Wajikra -
Westmuur -
Yitzchok Tuvia Weiss -
Wieberen -
Joseph Wijnkoop

## Y
Yad Vashem

## Z
Lejzer Zamenhof -
Zion -
Zionisme -
Zohar